# Anton von Braunmühl (Mediziner)
Anton Adalbert Edler von Braunmühl (* 14. Oktober 1901 in Kelheim; † 12. März 1957 in München) war ein deutscher Psychiater. Er wurde bekannt als ein Pionier der somatischen Therapie psychischer Erkrankungen. Braunmühl wandte in großem Umfang Schocktherapien an, darunter als einer der ersten deutschen Psychiater die Elektrokrampftherapie. Später gehörte er zu den Anhängern der Leukotomie.

## Leben und Wirken
Als Sohn des Amtsrichters Anton Padua von Braunmühl und seiner Ehefrau Anna geb. Stangl in Kelheim geboren studierte er Medizin in München und absolvierte sein praktisches Jahr als Assistent Walther Spielmeyers an der Deutschen Forschungsanstalt für Psychiatrie. Unmittelbar nach Promotion und Approbation kam Braunmühl im Mai 1927 als Assistenzarzt an die Heil- und Pflegeanstalt Eglfing-Haar, wo er bis auf eine kurze Unterbrechung 1946 bis zu seinem Tod tätig bleiben sollte.
Nachdem ihm 1934 eine Habilitation verweigert worden war, weil er kein Mitglied der NSDAP war, habilitierte sich Braunmühl 1943. Sein Spezialgebiet war die Histopathologie. Er führte die kolloidchemische Betrachtungsweise in die Neuropathologie ein und führte Modellversuche zur Bildung von Plaques und Fibrillenveränderungen im Gehirn durch, die er als Ausdruck einer Synärese interpretierte und damit als fakultative Merkmale physikalisch-chemischer Vorgänge.
Als Anstaltsarzt widmete sich Braunmühl vor allem der kausalen Therapie psychischer Erkrankungen. Er führte ab 1936 damals neu entwickelte somatische Behandlungsverfahren in der Anstalt Eglfing-Haar ein. So wurde am 3. November 1936 eine Insulinstation unter seiner Leitung eröffnet, auf der Insulinschocktherapien durchgeführt wurden. Braunmühl kombinierte diese Therapie auch mit der Cardiazolschocktherapie und erprobte 1938 das Krampfmittel Azoman der Firma Boehringer & Sohn. Seine Behandlungsstation weckte unter Besuchern die Hoffnung, Schizophrenie könne wirksam behandeln werden.
Nach einem Besuch bei dem italienischen Psychiater Ugo Cerletti, der seit 1938 als erster Elektrokrämpfe an Menschen anwendete, erwarb Braunmühl ein Elektrokrampf-Gerät bei der Firma Siemens-Reiniger und begann noch im Dezember 1939 mit dieser Therapieform. Bis Ende 1941 verabreichte er ca. 6.000 Krampfbehandlungen in Eglfing-Haar. Im Unterschied zu Friedrich Meggendorfer in Erlangen, der die Elektroden starr am Kopf des Kranken befestigte, entwickelte Braunmühl mobile, von Hand geführte Elektroden. Braunmühl ließ die Patienten außerdem die von ihm sogenannte „embryonale Lagerung“ einnehmen. Er kombinierte die Insulinschocktherapie und die Elektrokrampfbehandlung, auch als während des Zweiten Weltkrieges das Insulin knapper wurde.
In Veröffentlichungen setzte sich Braunmühl für ein aktives therapeutisches Vorgehen der Psychiater ein und wandte sich gegen Kritiker, welche die somatischen Behandlungsmethoden mit berüchtigten frühen Behandlungsmethoden der Psychiatrie wie dem Drehstuhl oder der Spritzmaschine verglichen. Er war sich über die Gefahren der neuen Therapien für die Patienten im Klaren – bereits kurz nach Eröffnung der Insulinstation war ein Patient an der Therapie gestorben –, sah sich aber durch die Schwere der Krankheit berechtigt, sie anzuwenden. Diese radikale Betonung der Therapie wurde als ein Teil des Konzeptes der NS-Psychiatrie beschrieben, die sich im Wesentlichen als eine ärztlich heilende Wissenschaft verstand und diejenigen, die als nicht mehr heilbar erschienen, der Vernichtung preisgab.
Braunmühl befürwortete zwar die Zwangssterilisation der Therapierten, weil auch er die Ursache der psychischen Krankheit in den Erbanlagen begründet sah. Er beteiligte sich jedoch nicht aktiv an den Vernichtungsaktionen gegen psychisch kranke Menschen wie der Aktion T4. So konfrontierte er nach eigener Angabe als einziger Anstaltsarzt den Anstaltsleiter Hermann Pfannmüller, weil ihm die massenhaften Verlegungen verdächtig vorkamen und lehnte es ab, an Tagen Bereitschaftsdienst zu leisten, an denen die Gemeinnützige Krankentransport GmbH Patienten abholte. Pfannmüller, für den Braunmühl wegen seiner Therapien als Aushängeschild der Anstalt diente, versprach, ihn nicht mehr damit zu behelligen.
Hans-Ludwig Siemen konzediert, ein mögliches Motiv Braunmühls möge es gewesen sein, durch seine Therapien möglichst viele Menschen durch Heilung zu retten. Gleichzeitig verweist er darauf, dass unter Braunmühl und Pfannmüller in Eglfing-Haar das menschenverachtende Psychiatrieprogramm des Nationalsozialismus in besonders extremer Weise umgesetzt worden sei. Während Braunmühl mehr als 500 Patienten mit modernsten Methoden therapierte, wurden mehr als 2.000 Menschen in die Tötungsanstalten Grafeneck und Hartheim deportiert und dort ermordet. Die Historikerin Sibylle von Tiedemann hält es für bewiesen, dass Braunmühl wohl nie in einem der „Hungerhäuser“ von Eglfing-Haar tätig war, wo Patienten durch systematischen Nahrungsmittelentzug ermordet wurden. Aber als behandelnder Arzt habe er 60 Patienten bis zu ihrem unnatürlichen Tod begleitet. Er sei „Mitwisser und Mittäter“ gewesen, der nach dem Krieg die Aufarbeitung unterbunden habe.
Braunmühl hatte nach Kriegsende im Mai 1945 zunächst kommissarisch die Klinikleitung in Eglfing-Haar übernommen. Zum 1. Dezember 1945 wurde er von der amerikanischen Militärverwaltung zum Direktor der Heil- und Pflegeanstalt Kaufbeuren bestellt. Im August 1946 setzte ihn das bayerische Innenministerium anstelle von Gerhard Schmidt, der von der Belegschaft aus dem Amt gedrängt wurde, wieder als Direktor von Eglfing-Haar ein. Braunmühl förderte offenbar Personal aus der NS-Zeit. Der Direktor der Heil- und Pflegeanstalt Erlangen, Werner Leibbrand kritisierte 1947 gegenüber dem bayerischen Innenministerium, dass der „für seine reaktionäre Gesinnung bekannte“ Braunmühl „belastete alte Medizinalräte wieder in ihre Posten“ einsetze und „völlig unbelaste jüngere Leute“ hinausgraule.
Im Jahr 1947 erhielt Braunmühl eine Honorarprofessur in München. Er gehörte zu den ersten deutschen Psychiatern, die nach Ende des Zweiten Weltkriegs die in den USA entwickelten Methoden der Leukotomie an seiner Anstalt einführte. Er übersetzte auch das Buch Psychochirurgie der beiden amerikanischen Lobotomie-Pioniere Walter Freeman und James Watts ins Deutsche. Ferner spekulierte er nach 1945 über mögliche Krankheiten Adolf Hitlers. In einem Aufsatz von 1954 meinte er, Paralysis Agitans (Parkinson-Krankheit) bei Hitler feststellen zu können. Er machte sich auch als Laienmaler einen Namen.
In Haar wurde 1976 auf Antrag des Klinikums die von-Braunmühl-Straße nach ihm benannt. Aufgrund neuerer Recherchen für ein Gedenkbuch für die Münchner Opfer der nationalsozialistischen „Euthanasie“-Morde wurde deutlich, dass Braunmühl tiefer in die Verbrechen verstrickt war als bislang bekannt. Daher benannte die Gemeinde Haar am 1. März 2019 die von-Braunmühlstraße in Max-Isserlin-Straße um.

## Schriften
- Über einige myelo-lymphoide und lymphoepitheliale Organe der Anuren. Ein Beitr. z. Morphol. des Jugularkörperchens des Corpus propericardiale und Corpus procoracoidale wie der Kiemenhöhlenkörperchen von Rana temporaris. München, Med. Diss., 1927 (Nur in beschränkter Anzahl für den Austausch). Akad. Verlagsges, Leipzig 1926.
- mit Walter Spielmeyer: Die Anatomie der Psychosen. Springer, Berlin 1930.
- Oswald Bumke, Anton von Braunmühl und Walter Spielmeyer: Handbuch der Geisteskrankheiten. Springer, Berlin 1930, ISBN 978-3-540-07661-2.
- Der Elektrokrampf in der Psychiatrie. In: Münch. med. Wschr 87 (1940), S. 511–514.
- Die Insulinschockbehandlung der Schizophrenie (unter Berücksichtigung des Cardiazolkrampfes). Ein Leitfaden f. d. Praxis. A. v. Braunmühl. J. Springer, Berlin 1938.
- Fünf Jahre Shock- und Krampfbehandlung in Eglfing-Haar. In: Arch. f. Psych. 114,2 (1941), S. 410–440.
- …Der meine Jugend erfreut. Tagebuchblätter eines Inntalers. Echter, Würzburg 1941.
- Insulinshock und Heilkrampf in der Psychiatrie. 2. Auflage. Wissenschaftliche Verl. Ges, Stuttgart 1947.
- Walter Freeman, James W. Watts: Psychochirurgie. Intelligenz, Gefühlsleben und soziales Verhalten nach praefrontaler Lobotomie bei Geistesstörungen. Übers. von Anton von Braunmühl, Wissenschaftl. Verl.-Ges, Stuttgart 1949.
- (Hrsg.): Umstrittene Probleme der Medizin. Mit Beiträgen v. Anton v. Braunmühl [u. a.]. Medica-Verl, Stuttgart, Zürich 1954.
- Das Nervenkrankenhaus Haar bei München des Bezirks Oberbayern. 1905–1955. Bezirk Oberbayern, München 1956.